# Росс (водохранилище)
Росс (англ. Ross Lake) — водохранилище на границе штата Вашингтон (США) и провинции Британская Колумбия (Канада).

## Описание
Водохранилище Росс расположено в регионе Лоуэр-Мейнленд (канадская часть), в горной системе Северные Каскады. Создано на реке Скаджит. Добраться до него можно с канадской стороны по гравийной дороге из городка Хоуп (ок. 50 км по прямой), с американской же стороны добраться до водохранилища ещё тяжелее: там на десятки километров нет никаких населённых пунктов и дорог.
Водохранилище Росс узкое и извилистое, вытянуто с севера на юг примерно на 37 километров, при этом его ширина нигде не превышает 2,4 километра. Оно почти полностью находится на территории США (округ Уотком штата Вашингтон) и лишь малой частью заходит на территорию Канады (размер канадской части зеркала примерно 1 на 1,7 км). На территории США водохранилище находится в пределах заповедника Росс-Лейк, на территории Канады — парка Скаджит-Валли.
Населённых пунктов по берегам водохранилища нет, за исключением курорта, работающего с 1950 года и состоящего из 15 домиков. Со всех сторон водохранилище окружают крутые горные вершины, например, Хозомин (2460 м), Десолейшн-Пик (1860 м), Джек (2766 м). Крупнейшие острова водохранилища (с севера на юг): Кошачий, Десятимильный, Малый Иерусалим, Кугуара. Температура воды даже летом редко превышает 10 °C. Максимальный подпорный уровень в водохранилище с конца июня до середины сентября. Рыбалка разрешена с 1 июля по 31 октября.
Южная часть водохранилища перегорожена одноимённой плотиной высотой 160 метров и длиной 400 метров, которая вырабатывает энергию для обеспечения электричеством Сиэтла и его пригородов.
Плотина Росс (тогда называвшаяся Плотина Раби) была построена в три этапа с 1937 по 1949 год. Название Росс было дано плотине и водохранилищу в честь Джеймса Д. Росса, управляющего гидроэлектрического проекта «Река Скаджит».